# Diploma di Alife
Con l'espressione diploma o trattato di Alife si indica l'atto giuridico tramite il quale re Carlo I d'Angiò stabilì la suddivisione in due parti del Giustizierato d'Abruzzo e del Principato e Terra Beneventana (quest'ultimo corrispondente grosso modo ai settori orientali dell'attuale Campania). Il diploma fu emanato il 5 ottobre 1273, presso Alife.

## Storia
I risultati che Carlo d‘Angiò intendeva perseguire intrecciavano governabilità e amministrazione di diverse regioni del regno di Sicilia. Per raggiungere maggiore efficienza gestionale, egli procedette a suddividere due dei dodici giustizierati che componevano il regno.

### Giustizierato d'Abruzzo
L'Abruzzo, situato all'estremità settentrionale del regno e
considerato un distretto troppo esteso per essere ben amministrato e difeso, fu diviso lungo il confine naturale del corso del fiume Pescara. In questo modo, a nord veniva a crearsi il giustizierato d'Abruzzo Ulteriore, ovvero Abruzzo Ultra (Ultra flumine Piscaria):, e a sud il giustizierato d'Abruzzo Citeriore ovvero Abruzzo Citra (Citra flumine Piscaria).
L'Abruzzo Ulteriore comprendeva approssimativamente i territori delle attuali province di Teramo, L'Aquila, Pescara (limitatamente alla parte situata a nord dell'omonimo fiume) e Rieti (per i soli territori che formeranno il circondario di Cittaducale), mentre l'Abruzzo Citeriore corrispondeva all'odierna provincia di Chieti e alla rimanente parte dell'attuale provincia di Pescara.

### Principato e Terra Beneventana
Carlo d'Angiò ritenne inoltre opportuno dividere in due parti il preesistente giustizierato  di Principato e Terra Beneventana, anch'esso troppo esteso per essere ben amministrato; nacquero così il Principatus ultra serras Montorii (ossia "Principato al di là delle montagne di Montoro", a nord) e il Principatus citra serras Montorii (ovvero "Principato al di qua delle montagne di Montoro", a sud). Il confine tra i due nuovi giustizierati era segnato dai monti Picentini.
Il territorio del giustizierato di Principato Ultra così delineato comprendeva gran parte delle attuali province di Avellino e Benevento (ad eccezione della stessa città di Benevento in quanto enclave dello Stato Pontificio), mentre il giustizierato di Principato Citra corrispondeva grosso modo all'attuale provincia di Salerno.

## Testo
L'incipit del diploma di Alife è il seguente: "Die jovis quinto mensis octubris II indictione aput Alifiam de mandato domini regis".